# Aleksander Łaszcz (zm. 1584)
Aleksander Łaszcz z Tuczap herbu Prawdzic (zm. w 1584 roku) – kasztelan czerski w 1576 roku, podkomorzy bełski w latach 1544-1570, starosta bełski w latach 1569-1582, starosta horodelski w latach 1565-1569, starosta kowelski w latach 1549-1554, starosta tyszowiecki, szafarz poborów bełskich, poseł na sejmy.

## Życiorys
Ojcem jego był Łazarz, łowczy bełski i dzierżawca tyszowiecki. W 1541 był starostą tyszowieckim, następnie wszedł w służbę królowej Bony i z jej ramienia w latach 1549–1554 był starostą kowelskim. W 1544 król Zygmunt I Stary wyznaczył go jednym z członków komisji rozgraniczającej w województwie bełskim dobra królewskie od prywatnych. Od 1544 występował już z tytułem podkomorzego bełskiego. 22 stycznia 1549 uzyskał od króla Zygmunta Augusta przywilej założenia w swych dobrach miasteczka Prawda. Poseł na sejm piotrkowski 1562/1563 roku, sejm piotrkowski 1567 roku z województwa bełskiego. W 1565 otrzymał starostwo horodelskie, zamienione z kolei w 1569 na chełmskie. Służbę publiczną rozpoczął  posłując z województwa bełskiego na sejm egzekucyjny w Piotrkowie 1563. Reprezentował też szlachtę bełską na sejmach w latach 1565 i 1567. Na sejmie 1567 został wyznaczony szafarzem poborów w swoim województwie. 21 lipca 1572 wziął udział w zjeździe szlacheckim w Bełzie i podpisał uchwały zawiązanej tam konfederacji. W 1575 roku podpisał elekcję Maksymiliana II Habsburga, przeszedł jednak na stronę Stefana Batorego, był na sejmie koronacyjnym w Krakowie 1576 i podpisał akt konfirmacji praw wydany przez nowego króla. Mianowany kasztelanem czerskim, pierwszy z rodu dostąpił godności senatorskiej. Był na sejmie warszawskim 1580, został wtedy delegatem senatu do skarbu kwarcianego w Rawie. Był także na sejmie w 1582, przekazał wtedy synowi Janowi starostwo chełmskie. Wcześniej, w 1570, zrzekł się  na jego rzecz podkomorstwa bełskiego.